# Gare de Narvik
La gare de Narvik est une gare ferroviaire de la ligne d'Ofot, elle se trouve dans le centre de Narvik. C'est un terminus de la ligne qui,  à partir de Riksgränsen, laisse place à la ligne ferroviaire suédoise Malmbanan. Cette ligne permet de se rendre dans les villes de Luleå et Stockholm.
Elle est située à 3.7 km du port de Narvik.

### Accueil

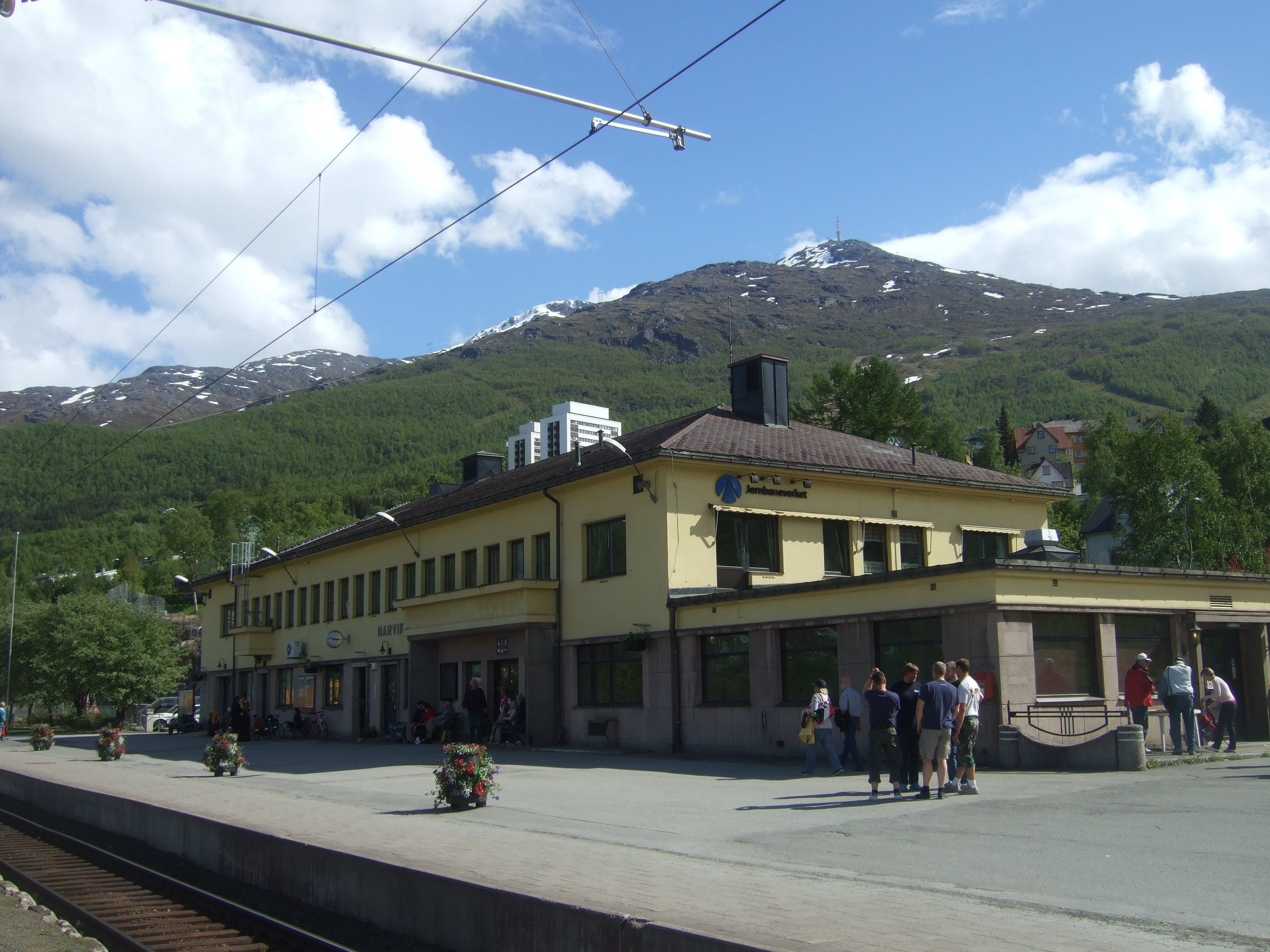
Le bâtiment de la gare